# Yakovlev Yak-2
O Yakovlev Yak-2 foi um avião soviético de curto alcance, operando nas funções de bombardeiro e reconhecimento, utilizada durante a Segunda Guerra Mundial. Foi produzido em poucos números e a maior parte foi destruída durante o início da Operação Barbarossa.

## Projeto e desenvolvimento
O Yak-2 foi inicialmente conhecido como Ya-22, na sequência numérica da OKB Yakovlev, antes de ser redesignado Yak-2 em 1941. Era de construção mista com asa e fuselagem central construídas de madeira, fuselagem dianteira de duralumínio e estruturas de tubo de aço na fuselagem traseira, com uma superfície superior de madeira e coberta com tela. A cabine de pilotagem ficava bem na ponta do nariz, enquanto que o navegador/artilheiro ficava em um compartimento atrás do bordo de fuga da asa. O protótipo não foi armado e não foram instalados suportes para bombas. Também faltavam equipamentos de rádio e de navegação. Era, entretanto, a aeronave multi-motora mais rápida na União Soviética, sendo capaz de alcançar 567 km/h (310 kn) a 9 900 m (32 500 ft), mas faltando ainda a instalação dos pesados equipamentos militares.

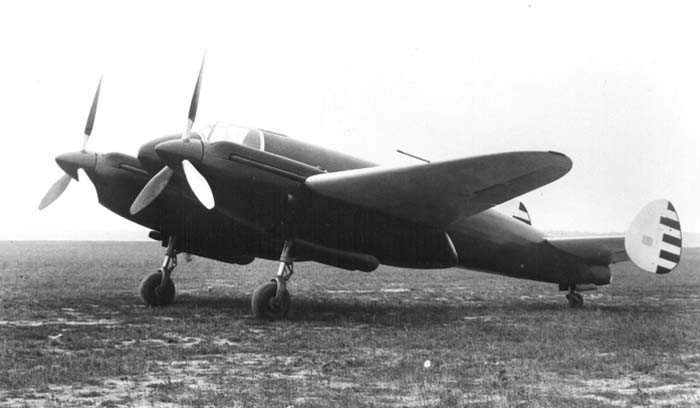
O Ya-22, protótipo do Yak-2

Stalin ordenou que fosse produzido, como BB-22 (em russo:  Ближний бомбардировщик, Blizhniy Bombardirovshchik— bombardeiro de curto-alcance), no dia 15 de março de 1939, antes que pudesse ser avaliado pelo Instituto de Teste Científico da Força Aérea Soviética (Naoochno-Issledovatel'skiy Institoot Voyenno-Vozdooshnykh Seel). Seus testes foram conduzidos no início do verão e concluíram que os sistemas de refrigeração do motor eram inadequados, os freios apresentavam problemas e o sistema de combustível não era confiável. A tarefa de converter a aeronave em um bombardeiro foi formidável e incluía o redesenho da fuselagem central para acomodar o artilheiro/navegador logo atrás do piloto e a provisão de duas metralhadoras ShKAS de 7.62 mm, uma para o artilheiro e outra fixa no nariz. A parte traseira da fuselagem era articulada para permitir que o artilheiro traseiro utilizasse sua arma.
A Fábrica nº 1 produziu o primeiro BB-22 de pré-produção em dezembro de 1939, apesar de não ter feito seu primeiro voo até fevereiro seguinte. Foi enviado para avaliação de serviço em março/abril de 1940 e provou ser um desapontamento. O peso de decolagem aumentou em 357 kg apesar da redução no combustível de 1.000 kg para 600 kg e a velocidade máxima diminuiu para 515 km/h (278 kn) a uma altitude de 5 000 m (16 400 ft). O sistema de refrigeração do motor ainda era insatisfatório e o trem de pouso muito fraco. As estabilidades lateral e longitudinal também eram insatisfatórias, o que o tornou apto apenas a pilotos bem treinados. O relatório do programa de teste concluiu que a aeronave não era capaz de combate, não era confiável e com voos com uma carga de bomba de 400 kg podia ser perigoso para a tripulação.
Um programa de remediação foi iniciado, substituindo o trem de pouso principal com unidades de duas rodas ao invés de uma e uma parte superior da fuselagem foi cortada. Por volta do mesmo momento em que a Fábrica nº 1 havia cessado a produção, a Fábrica nº 81 em Moscou continuou a trabalhar na aeronave As aeronaves construídas nesta última eram de melhor qualidade, pelo fato do acabamento de superfície ser melhor e as capotas do motor e portas mais apertadas junto à estrutura, minimizando o arrasto. Estas melhorias aumentaram a velocidade de 10 a 20 km/h (18 a 36 kn). O trabalho de desenvolvimento continuou, resultando no Yak-4 quando os motores Klimov M-105 foram instalados. Um total de 201 Yak-2 e Yak-4 foram construídos antes da produção ser encerrada em abril de 1941.
Bill Gunston relata que vários protótipos de variantes foram construídos, incluindo a variante de reconhecimento R-12, que manteve a posição original da tripulação, colocando três câmeras na fuselagem e uma baia de bombas para oito bombas FAB-20 de 20 kg atrás do piloto. Outra variante foi o caça de escolta I-29 ou BB-22IS que carregada a quantidade inicial de combustível e adicionou dois canhões ShVAK de 20 mm sob a fuselagem. Entretanto, nenhuma destas versões podem ser confirmadas por outras fontes pós Guerra Fria.
Yefim Gordon menciona uma variante de caça-bombardeiro, o Yak-2KABB que pode ter sido confundido com o I-29 devido as duas ShKAS no nariz e dois canhões ShVAK em uma estrutura ventral. Infelizmente, não existem mais detalhes, apesar de algumas fotos existirem. Outra variante mencionada por Gordon foi a BPB-22 (Blizhiy Pikeeruyushchiy Bombardirovshchik — bombardeiro de mergulho de curto alcance), protótipo que foi equipado com dois motores Klimov M-105, freios aerodinâmicos e um sistema de controle de entrada e saída de mergulho automático. Voou pela primeira vez no final de outubro de 1940, apesar de ter se acidentado durante o programa de testes quando o combustível foi inadvertidamente cortado, mas não antes de atingir uma velocidade máxima de 558 km/h (300 kn).

## Histórico operacional
Quando os alemães invadiram a União Soviética em 22 de junho de 1941, 73 Yak-2 estavam em serviço, com a grande maioria no 316º Regimento de Reconhecimento no Distrito Militar de Kiev. A maior parte destas aeronaves foi destruída nos primeiros dias de campanha; o 316º possuía apenas quatro no dia 11 de julho.

## Variantes

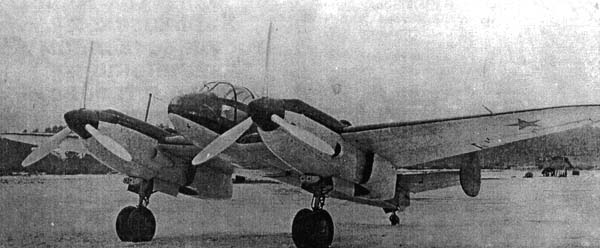
Yak-4, avião bombardeiro leve.

Ya-22
Protótipo.
BB-22
Versão inicial de produção.
Yak-2
(Designação da Força Aérea Soviética utilizada em serviço do izdeliye 70 / BB-22 2M-103) Aeronave de reconhecimento/bombardeiro leve com dois assentos.
BPB-22
(BPB-22 2M-105, BB-22PB) Blizhiy Pikeeruyushchiy Bombardirovshchik — bombardeiro de mergulho de curto alcance. Apenas um protótipo.
Yak-2KABB
Protótipo de aeronave caça-bombardeiro com a instalação de arma/bombas KABB-MV (KABB-MV - kombineerovannaya artillereeysko-bombardirovochnaya batareya Mozharovskovo i Venevidova - bateria de bombas/arma combinada projetada por Mozharovskiy e Venevidov), composto de uma estrutura ventral para os canhões e um nariz envidraçado para os equipamentos de mira de bomba.
R-12
Protótipo de aeronave de reconhecimento fotográfico.
I-29 ou BB-22 IS
Caça experimental de longo alcance.
Yak-2bis / BB-22bis / izdeliye 70bis):Protótipo do Yak-4 2M-105

## Operadores
União Soviética
- Força Aérea Soviética